# Констанцій Галл
Флавій Клавдій Констанцій Галл (лат. Flavius Claudius Constantius Gallus; *325/326 — †354) — молодший імператор (з титулом цезаря) у 351—354 роках при головному імператорі Констанції II.
Двоюрідний брат Констанція II, який призначив його своїм молодшим співправителем, і брат Юліана II. Був призначений Констанцієм II співправителем після повстання Магненція. Йому був даний в управління Схід імперії з центром у Антіохії. Під час правління конфліктував з сирійською знаттю. Був запідозрений Констанцієм у перевищенні своїх повноважень і прагненні до одноосібної влади, викликаний авґустом на Захід і там страчений в 354 році.

## Походження
Флавій Клавдій Галл народився в 325 або 326 році в Массі, Етрурія. Його батьком був Юлій Констанцій, брат імператора Костянтина Великого, а матір'ю — Галла, брати якої Руфін і Церіалій були свого часу консулами. Галла померла ще до 331 року (тому що в цей рік під час пологів померла вже друга дружина Юлія Констанція — Басіліна, мати Юліана II). Його батько ж загинув у 337 році, коли після смерті Костянтина Великого були знищені практично всі його родичі-чоловіки, виключаючи синів. Вціліли тільки сини Юлія Констанція — Галл і Юліан. Юліан був, очевидно, помилуваний через юний вік, Галл же ж — через те, що був важко хворий і не повинен був вижити.
Галл разом зі своїм братом був доручений турботам Євсевія, єпископа Нікомедії. Після його смерті в 341 році вони обидва були відправлені Констанцієм II в Мацеллу, в Каппадокії. Правда, існує інформація, що до цього Галл певний час навчався в Ефесі. З моменту прибуття в Мацеллу і до свого призначення Цезарем Галл постійно жив разом з Юліаном.
Після повстання Магненція в 350 році і вбивства Константа, Констанцій II призначив Галла цезарем на Сході (15 березня 351 рік) і для зміцнення родинних зв'язків дозволив Галлу одружитися зі своєю сестрою Костянтиною. Водночас влада Галла була обмежена військовими та цивільними чиновниками Констанція II.

## Правління
Своїм місцем перебування Галл зробив Антіохію. На цей час східній провінції здебільшого були спокійні. Війська Шапура II, царя Персії, воювали на сході країни. Втім у 351 році військам Галла довелося відбити напад ісаврів, що успішно було зроблено.
У 352—354 роках був консулом (разом з імператором Констанцієм II). У 352 році придушив повстання жидів в Галілеї. При цьому зруйнував місто Діоцезарею. Все це значно підвищило авторитет Галла у війську. У 353 році під час нестачі хліба в Антіохії від страти декількох декуріонів, які були винні у проблемах. Водночас дозволив вчинити самосуд над Феофілом, префектом Сирії. Разом з тим Галл прагнув більшої самостійності у справах. Все це не подобалося Констацію II, який викликав Галла до Медіолану на суд. Втім останній не прибув. До того ж в цей час помирає дружина Галла й сестра імператора — Костянтина.
Підозріюючи Галла у змові, Констанцій II поступово замінив міністрів молодого цезаря, а потім вивів війська з усіх міст. Слід за цим Галла було заарештовано, спрямовано до Поли (Істрія), де й страчено взимку 354 року.